# Itaúna
Itaúna est une municipalité brésilienne de l'État du Minas Gerais et la microrégion de Divinópolis.

## Personnalités liées à la commune
- John Kennedy Batista de Souza, (2002-), footballeur brésilien né à Itaúna.